# Bober-Katzbach-Gebirge
Das Bober-Katzbach-Gebirge (polnisch Góry Kaczawskie) ist ein dem Riesengebirge nördlich vorgelagerter etwa 30 km langer Gebirgszug. Es ist ein Ausläufer der Sudeten und befindet sich in der polnischen Woiwodschaft Niederschlesien. Namensgebend sind die Flüsse Bober und Katzbach.
Die höchste Erhebung ist der Melkgelte / Skopiec (724 m). Im Norden dem Bober-Katzbach-Gebirge vorgelagert ist das Bober-Katzbach-Vorgebirge (polnisch Pogórze Kaczawskie), auch Goldberger oder Jauersche Berge (polnisch Pogórze Złotoryjskie).

## Lage
Der in Nordwest-Südost-Richtung verlaufende Bergrücken mit Höhenlagen zwischen 400 und 700 m ist ein Faltengebirge bestehend aus Kalkstein, Schiefer und Dolomit. Im Westen trennt der Bober das Bober-Katzbach-Gebirge vom Isergebirge und Isergebirgsvorland, im Norden vorgelagert ist das Bober-Katzbach-Vorgebirge, im Osten bildet die Wütende Neiße / Nysa Szalona die Grenze. Im Südosten geht das Bober-Katzbach-Gebirge in das Waldenburger Bergland / Góry Wałbrzyskie über. Südlich anschließend bildet der Landeshuter Kamm / Rudawy Janowickie und das Hirschberger Tal den Übergang zum Riesengebirge.

## Geologie
Grundbaustein des Gebirges ist der sogenannte Riesengebirgsgranit. Örtlich treten verschiedene Gesteine auf, z. B. Gneis, Schiefer, Grünstein / Diabas, Phyllit, Quarz (manchmal mit Graphit), Marmor (kristalliner Kalkstein Calcit und Dolomit), Kalkstein, Sandstein, Porphyr und Basalt. Geologisch gesehen ist dieser Teil der Sudeten sehr vielfältig an Formationen, die bis in die Zeit des Kambriums (ca. 500 Millionen Jahre) zurückreichen. In den drei südlichen Bergketten befindet sich eine Formation, die aus sedimentären Gesteinen besteht (Sandstein, Ton, die heute als Schiefer und Phyllit auftreten) und aus Gesteinen organischer Herkunft (umgewandelter Dolomit und Kalkstein, auch Marmor). An die vulkanischen Aktivitäten erinnern die Rhyolithe und Melaphyre in der Gegend von Schwarzbach, sowie die Kissenlava in der Umgebung von Lähn (Wleń). Im Ergebnis späterer vulkanischer Aktivitäten entstanden tertiäre Basalte in der Umgebung von Mauer (Pilchowice) und Berbisdorf (Dziwiszów), sowie eine Achatlagerstätte in der Nähe von Liebenthal (Lubiechowa) und Neukirch (Nowy Kościół).
Das Relief des Gebirges entstand in der Zeit der Alpen-Orogenese. Ihre endgültige Form erhielten die Berge im Pleistozän, als Gletscher zweimal das Gebiet des Bober-Katzbach-Gebirges bedeckten. Der Gletscher hinterließen Ablagerungen von Geschiebemergel, Kies, Sand und Findlinge. Am Ende der Eiszeit entstanden die Bruchtäler des Flusses Bóbr in der Nähe von Jannowitz / Janowice Wielkie und Boberröhrsdorf / Siedlęcin.
Von besonderer Bedeutung sind auch die Kalksteinmassive bei Kauffung mit dem Kalkwerk Tschirnhaus (Kitzelberg / Berg Połom). Dort entstanden auch einige Karsthöhlen.

## Geografie
Das Bober-Katzbach-Gebirge besteht aus vier verschiedenen Gebirgskämmen: Nordkamm, Haupt- oder Südkamm, Kleiner Kamm und Ostkamm. Die drei zuerst genannten Kämme erstrecken sich in Nordwest-Südost-Richtung, der Ostkamm befindet sich östlich der Katzbach und bildet eine unregelmäßige Form.
An vielen Stellen befinden sich Felsen, die aus verschiedenen Gesteinen gebildet werden, z. B. Grünstein / Diabas, Marmor, Schiefer, Sandstein und Konglomerat, und im Gegenzug Bober-Amphibolit. Ein Beispiel ist die sogenannte „Kleine Orgel“ bei Moisdorf (Myślibórz) im Bober-Katzbach-Vorgebirge.

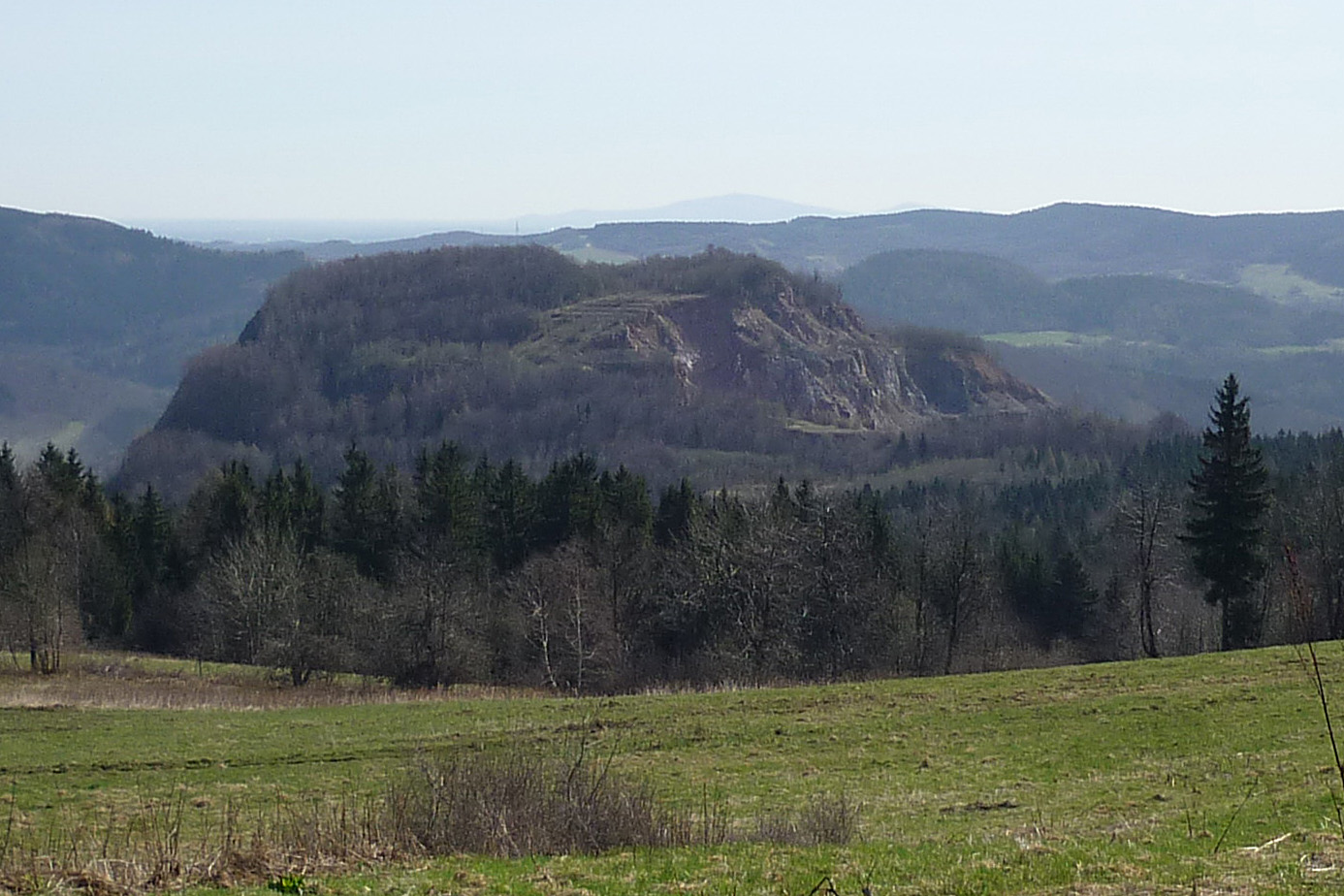
Kitzelberg / Polom im Hauptkamm

Durch die jahrhundertealte Bergbautätigkeit entstanden Steinbrüche (hauptsächlich Kalkstein) und die ursprüngliche Natur wurde stark verändert. Das bekannteste Beispiel ist der Berg Połom (Kitzelberg) – ein Kalksteinbruch mit beinahe senkrechten Wänden – bei Kauffung (Wojcieszów).

### Nordkamm
Der Nordkamm erstreckt sich zwischen dem Bober (Bóbr) bei Lähn (Wleń) und der Katzbach (Kaczawa) bei Kauffung (Wojcieszów) nördlich des Tales der Lipka und der Świerzawa.

### Südkamm (einschließlich Bleibergkamm)
Der Südkamm (Hauptkamm) erstreckt sich südlich des Tales der Lipka und der Świerzawa zwischen Langenau (Czernica) und Merzdorf (Marciszów). Sein östlicher Teil wird Bleibergkamm (Góry Ołowiane) genannt, dieser liegt südöstlich vom Seiffersdorfer Pass (Przelęcz Radomierska, 523 m).

### Kleiner Kamm
Der sogenannte Kleine Kamm befindet sich südlich des Hauptkamms und nördlich von Hirschberg (Jelenia Góra) und erstreckt sich von Mauer (Pilchowice) bis Berbisdorf (Dziwiszów).

### Ostkamm
Der Ostkamm liegt östlich des Katzbachtals zwischen den Orten Kauffung (Wojcieszów), Ketschdorf (Kaczorów), Merzdorf (Marciszów), Thomasdorf (Domanów), Bolkenhain (Bolków), Leipe (Lipa), Kleinhelmsdorf (Dobków) und Altschönau (Stara Kraśnica).

## Bedeutende Erhebungen

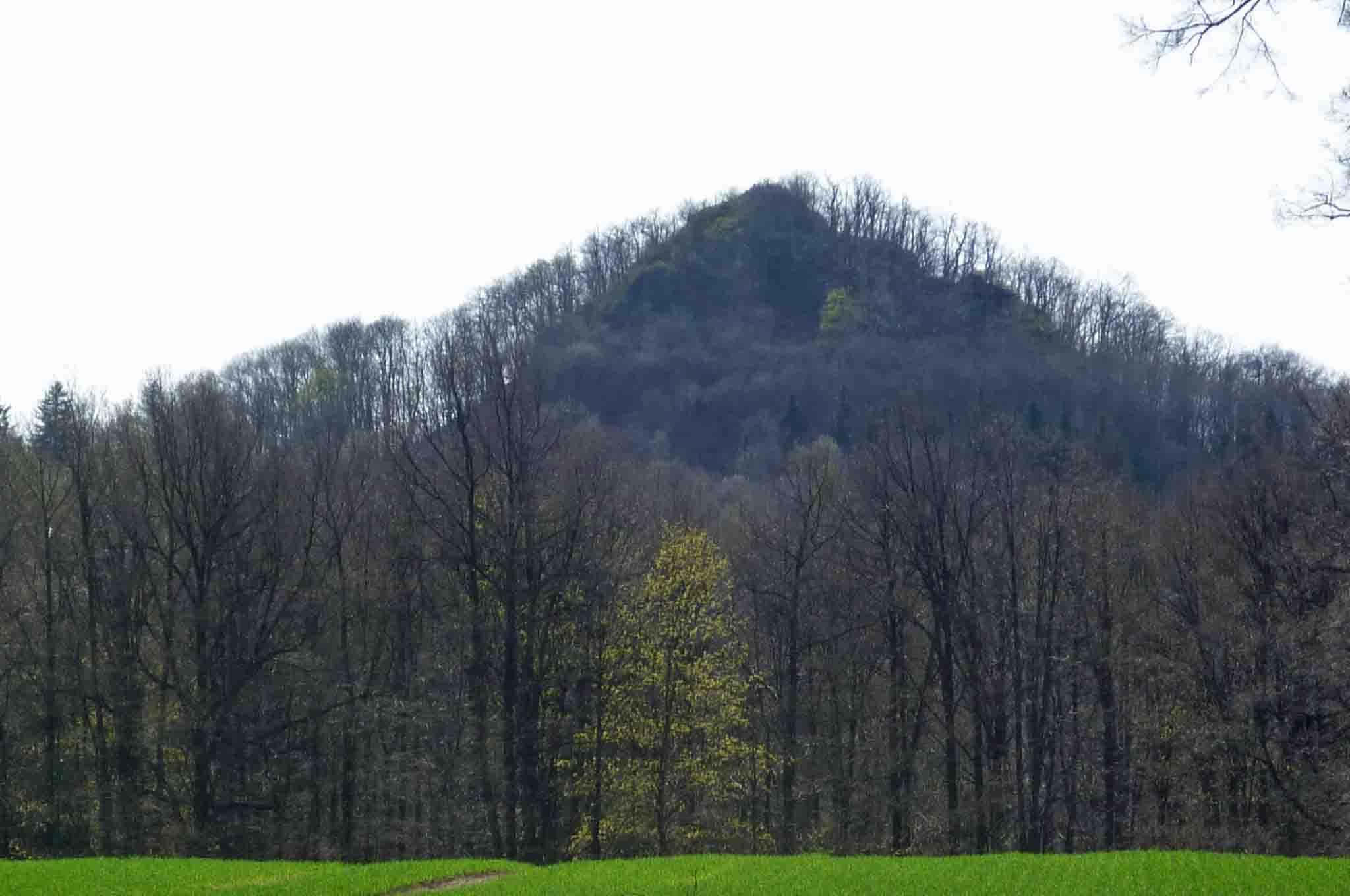
Probsthainer Spitzberg

### Im Bober-Katzbach-Vorgebirge
Westlich der Katzbach:
Falkenhainer Berge / Sokolowskie Wzgórza bei Falkenhain / Sokolowice (Gr., Kl. Buchberg, Schafberg, Geiersberg);
Probsthainer Spitzberg / Proboszczowice bzw. Ostrzyca Proboszczowicka (501 m).
Östlich der Katzbach:
Wolfsberg / Wilcza Gora bzw. Wilkołak (373 m) bei Goldberg / Złotoryja;
Geiersberg (325 m);
Willmannsdorfer Hochberg / Rosocha (464 m) bei Willmannsdorf / Stanislawów;
Willenberg / Wielislawka (370 m) bei Röversdorf / Sedziszowa;
Pombsener Spitzberg / Czartowska Skała (463 m) bei Pombsen / Pomocne;
Breiter Berg / Bazaltowa Góra (368 m);
Mochenberg / Mszana (475 m);
Obloga (442 m);
Janusberg / Radogost (398 m) bei Moisdorf;
Rathsberg / Rataj (350 m) bei Moisdorf;
Knabenkräuterhügel / Storczykowe Wzgórze (370 m);
Mochauer Hügel / Muchowskie Wzgórza.

### Im Nordkamm
Hogolie (Ogule) / Okole (714 m);
Waldberg / Leśniak (677 m);

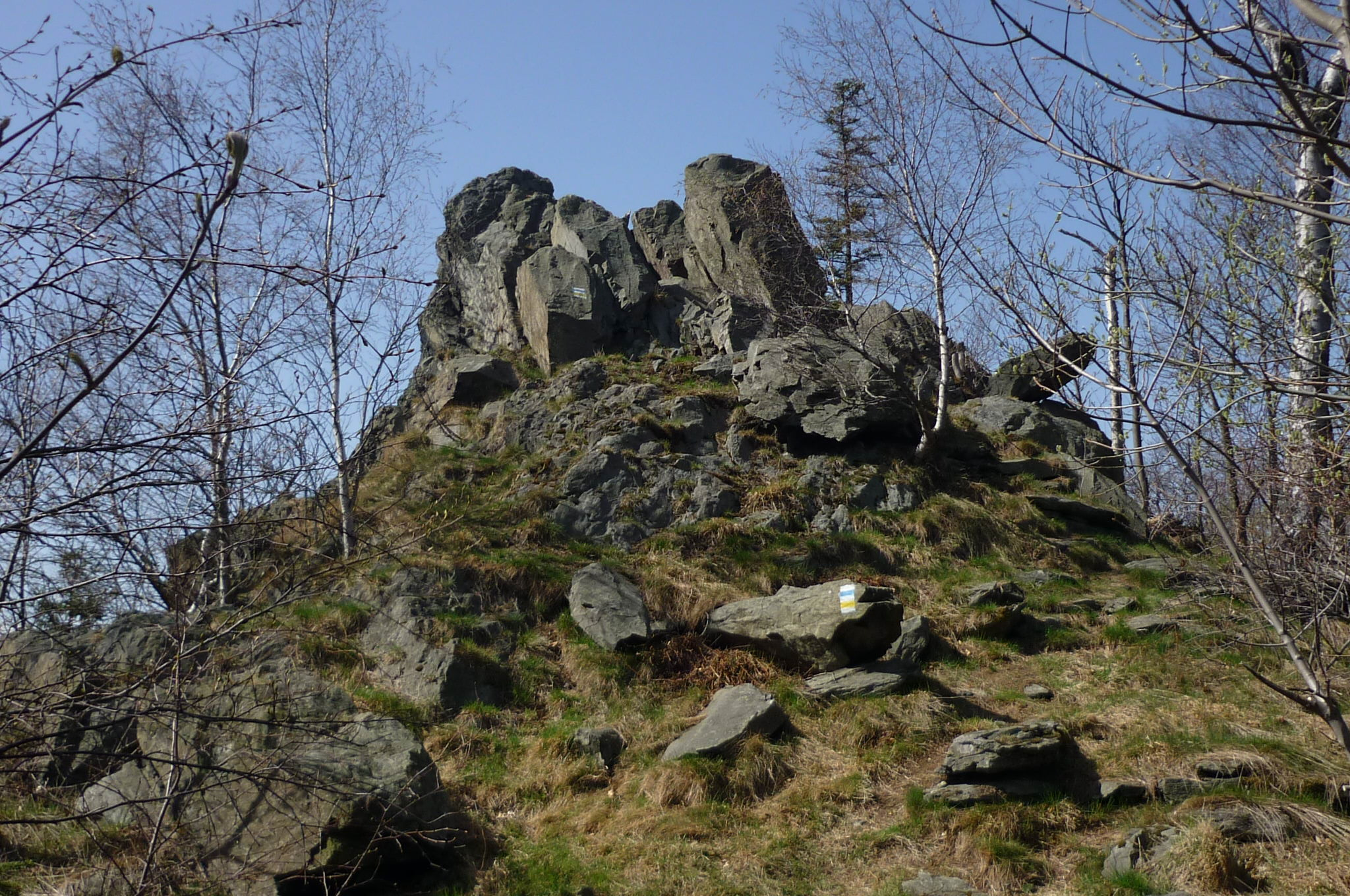
Hogolie / Okole

Scholzenstein / Sołtysie Skały (695 m);
Zippelberg / Wywołaniec (543 m);
Hornigberg / Rogatka (490 m);
Steinberg / Skała (485 m);
Frauenberg / Babiniec (486 m);
Kuttenberg / Tarczynka (422 m);
Galgenberg / Szubieniczna (325 m);
Güntherhöhe / Pańska Wysoczka (658 m);
Stumpen / Świerki (561 m);
Gackowa (549 m);
Freudenberg / Radostka (532 m);
Klessenstein / Klęśniak (678 m).

### Im Hauptkamm
(Sein westl. Teil heißt Ludwigsdorfer
Gebirge oder Kamm / Chrośnickie Kopy,
sein östl. Teil heißt Bleibergkamm /
Gory Ołowiane)
Kratzberg / Czernicka Góra (513 m);
Vogel- oder Finkenkippe / Ptasia (626 m);
Hölleberge / Lastek (638, 631 m);
Knappenstein / Kazalnica (620 m);
Blücherhöhe / Łysa Góra (707 m);
Stangenberg / Leśnica (665 m);
Kapellenberg / Widok (616 m);
Zrobek (616 m);
Altes Pferd / Kobyła (626 m);
Altes Pferd / Ogier (646 m);
Maślak (720 m) mit Okopowa (715 m) und Folwarczna;
Melkgelte / Skopiec (724 m);
Schafberg / Baraniec (723 m);
Grundhübel / Ziemski Kopczyk (672 m);
Leszczyniec (604 m);
Straconka (611 m);
Galgenberg / Dudziarz (652 m);
Kleiner Mühlberg / Młynicą (462 m);
Moosberg / Meszną (590 m);
Moosberg / Bożniak (613 m);
Kitzelberg / Górą Połom (667 m).

### Im Bleibergkamm
Rosengarten / Różanka (628 m);
Bleiberg / Ołowiana (658 m);
Schubertberg / Turzec (684 m);
Prittwitzberg / Ciechanówka (598 m).

### Im Kleinen Kamm
Grunauer Spitzberg / Stromiec (551 m);
Galgenberg oder Schieferberg / Górą Szybowcowa bzw. Szybowisko (561 m);
Silberberg / Srebrną (491 m);
Kalkberge / Wapienną (507 m);
Lerchenberg / Skowron (472 m);
Strzyżową (424 m);
Hartenberg / Czyżyk (425 m).

### Im Ostkamm
Grosshau / Poręba (671 m);
Waldberg / Lubrzy (666 m);
Barstein / Niedźwiedzich Skałek (657 m);
Skiby (562 m);
Rakarnią (548 m);
Rochowicką Skałą (495 m);
Wapnikami (509 m);
Młyniczną (454 m);
Eisenkoppe / Żeleźniak (664 m);
Wetzelberg / Osełką (581 m);
Mühlberg / Miłek (569, 596, 573 m);
Buchenberg / Bukowinka (621 m);
Galgenberg / Głogowiec (535 m);
Marienstein oder Martenstein / Marcińcem (624 m);
Rehberg / Rogacz (617 m);
Repprichtsberg / Dłużkiem (592 m);
Hopfenberg / Chmielar (585 m);
Wiesenberge / Polanką (547 m);
Rohrsberg / Trzciniec (469 m);
Bielec (450 m);
Galgenberg / Zadora (454 m);
Lindenberg / Lipna (436 m);
Rufferstein / Garb (404 m).

## Besondere Felsformationen

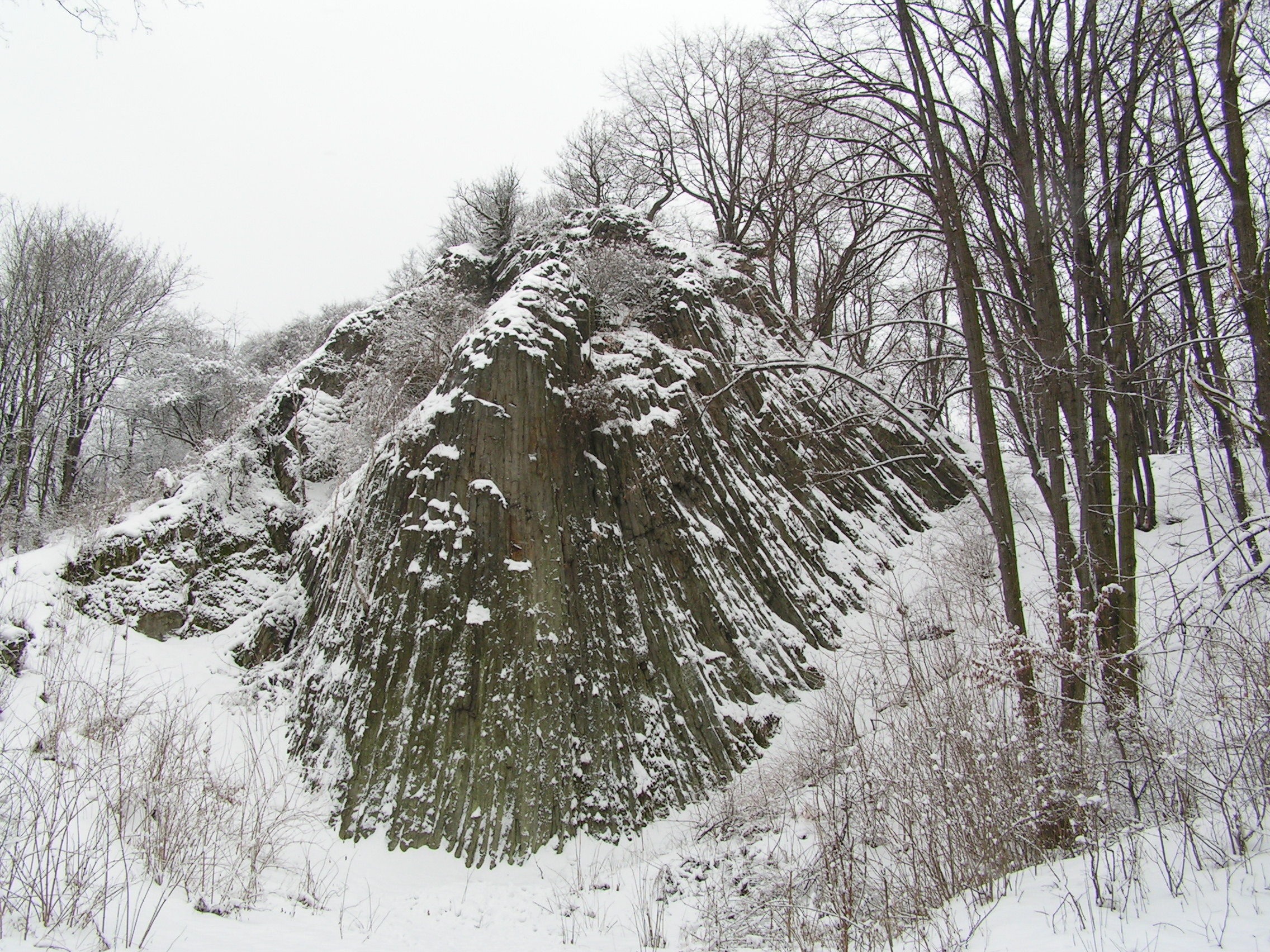
Małe Organy Myśliborskie – „Kleine Orgel“ bei Moisdorf

- „Kleine Orgel“ (Basalt) am Ratschberg bei Moisdorf / Myślibórz
- „Große Orgel“ (Porphyr) am Willenberg / Wielislawka bei Röversdorf / Sędziszowa
- Rabendocken (Sandsteinwände) am Bhf. Bad Hermsdorf / Jerzmanice-Zdrój
- Basaltsäulen bei Mochau / Muchów und Konradswaldau / Kondratów
- Kalksteinbruch am Kitzelberg mit Tropfsteinhöhlen
- Rabenklippen bei Jannowitz / Janowice Wielkie
- „Vandalen-Grab“ / Grób Wandalów an der Straße DW365 zwischen Hirschberg und Berbisdorf / Dziwiszów

Ehemalige Vulkane (Basaltberge, meist als „Spitzberg“ bezeichnet):
- Gröditzberg / Grodziec (407 m)
- Wolfsberg / Wilcza Góra bzw. Wilkołak (367 m)
- Breiteberg / Bazaltowa Góra (368 m) bei Poischwitz / Paszowice
- Ratschberg / Rataj (350 m) bei Moisdorf / Myślibórz
- Heßberg / Górzec bei Herrmansdorf / Męcinka
- Pombsener Spitzberg / Czartowska Skała (463 m)
- Probsthainer Spitzberg / Ostrzyca Proboszczowicka (501 m, genannt „Schlesischer Fujiyama“)

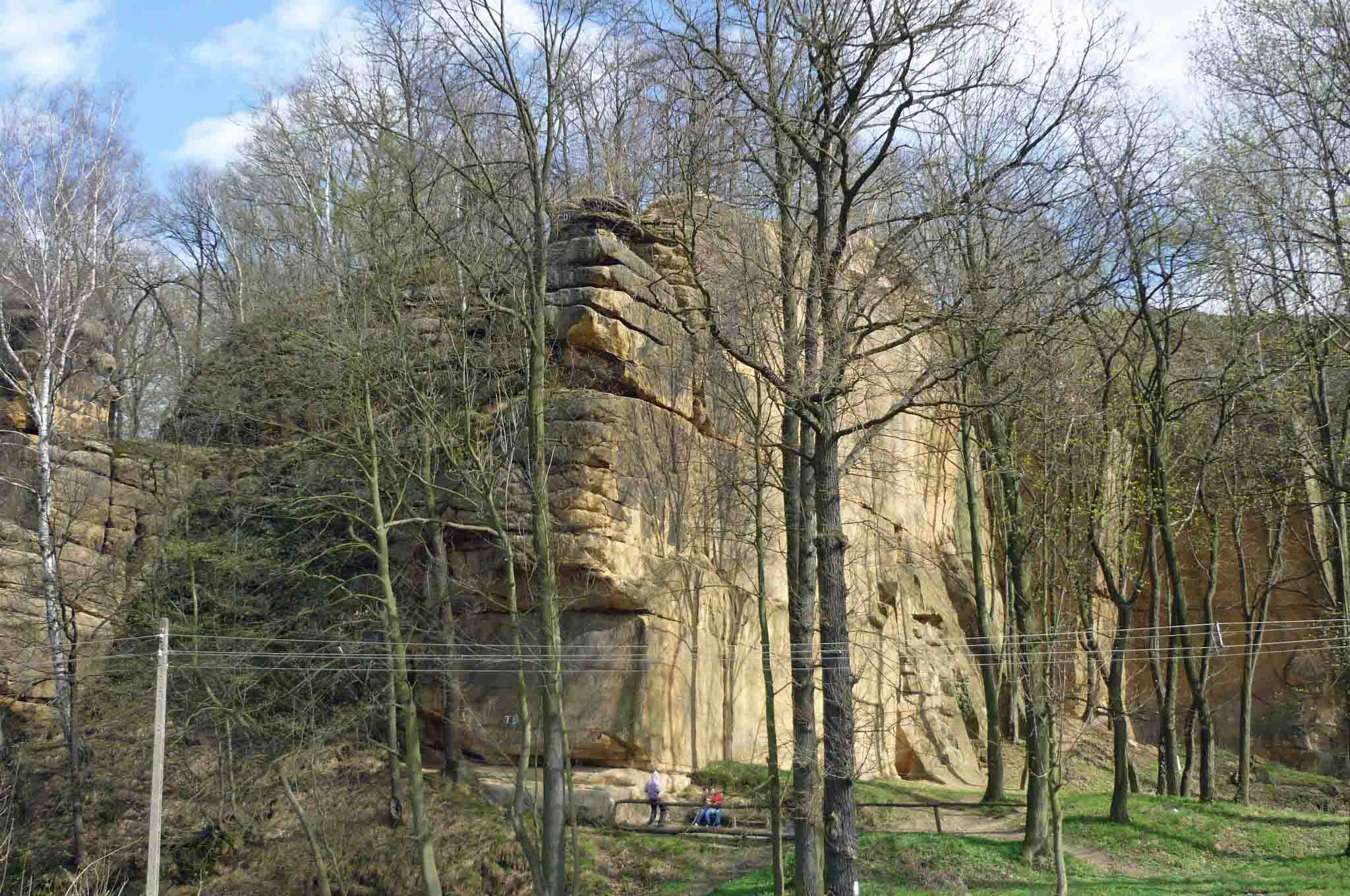
Rabendocken bei Hermsdorf
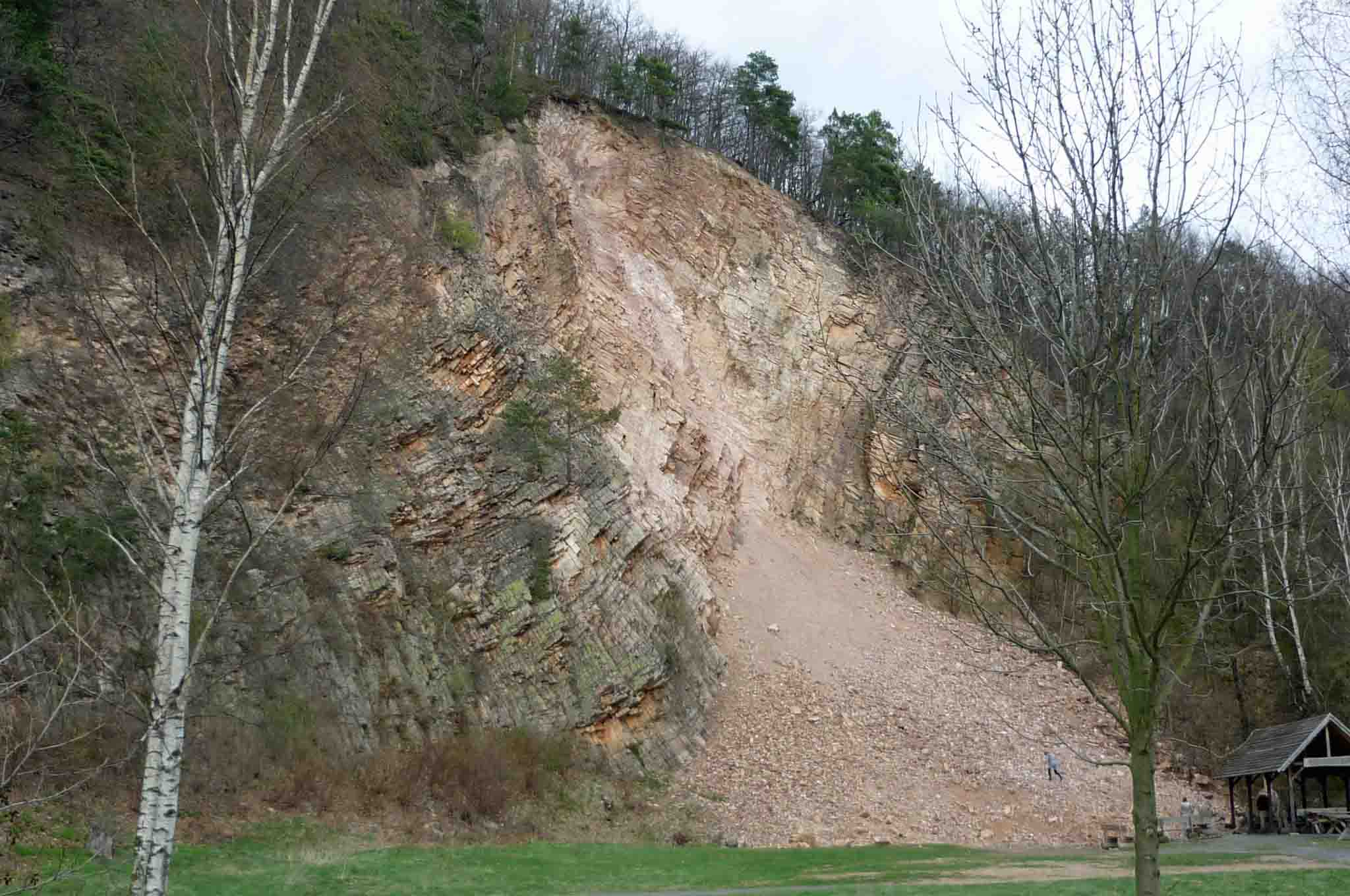
Große Felsenorgel bei Röversdorf
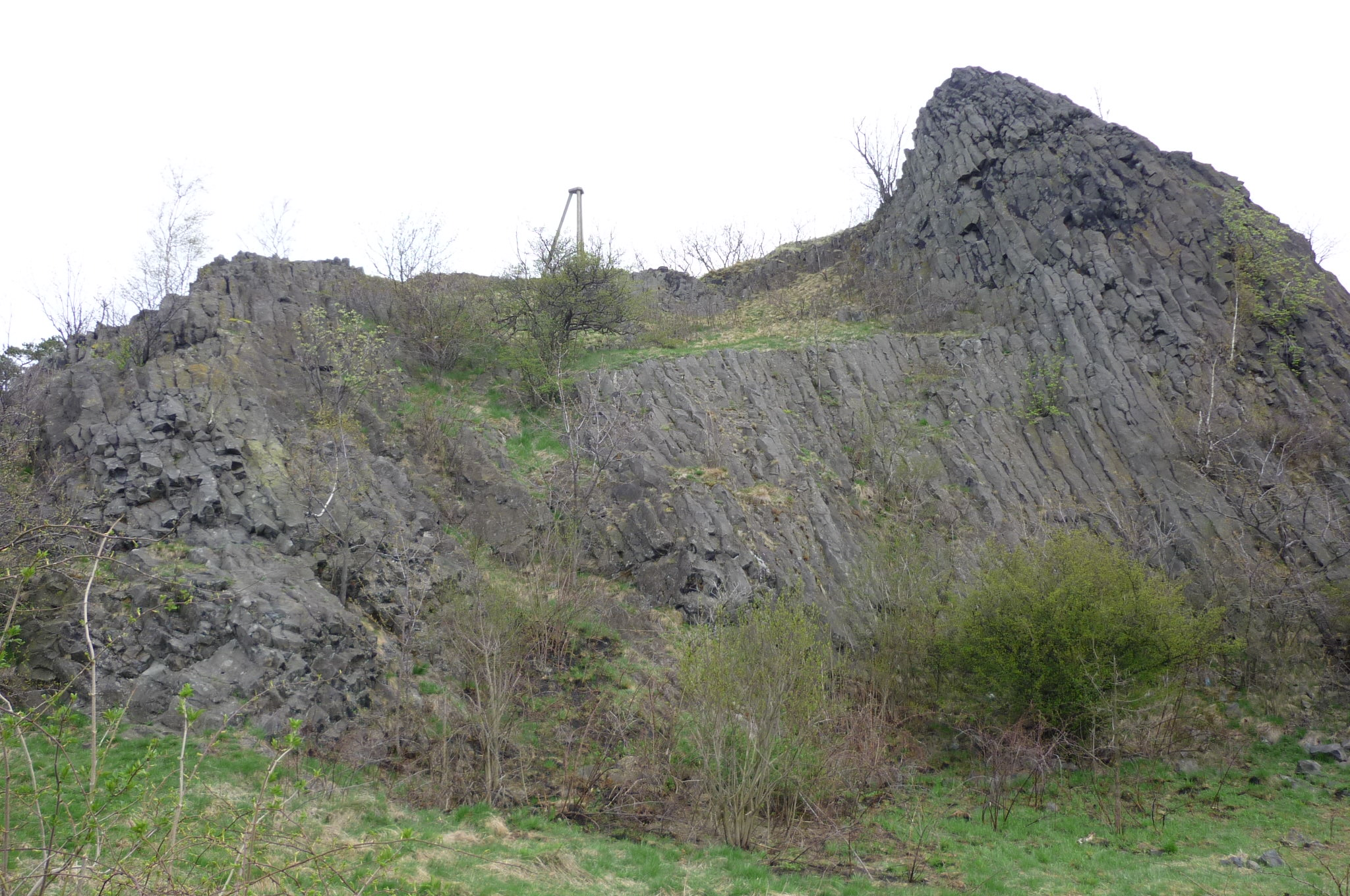
Pombsener Spitzberg bei Pombsen
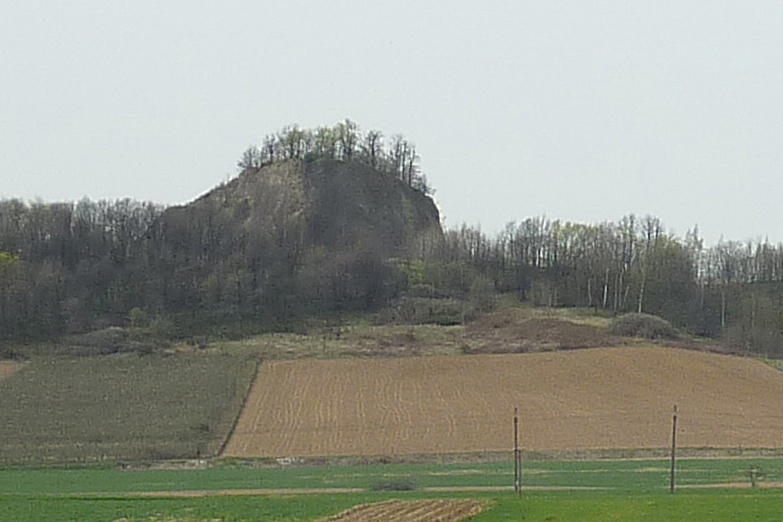
Wolfsberg bei Wolfsdorf
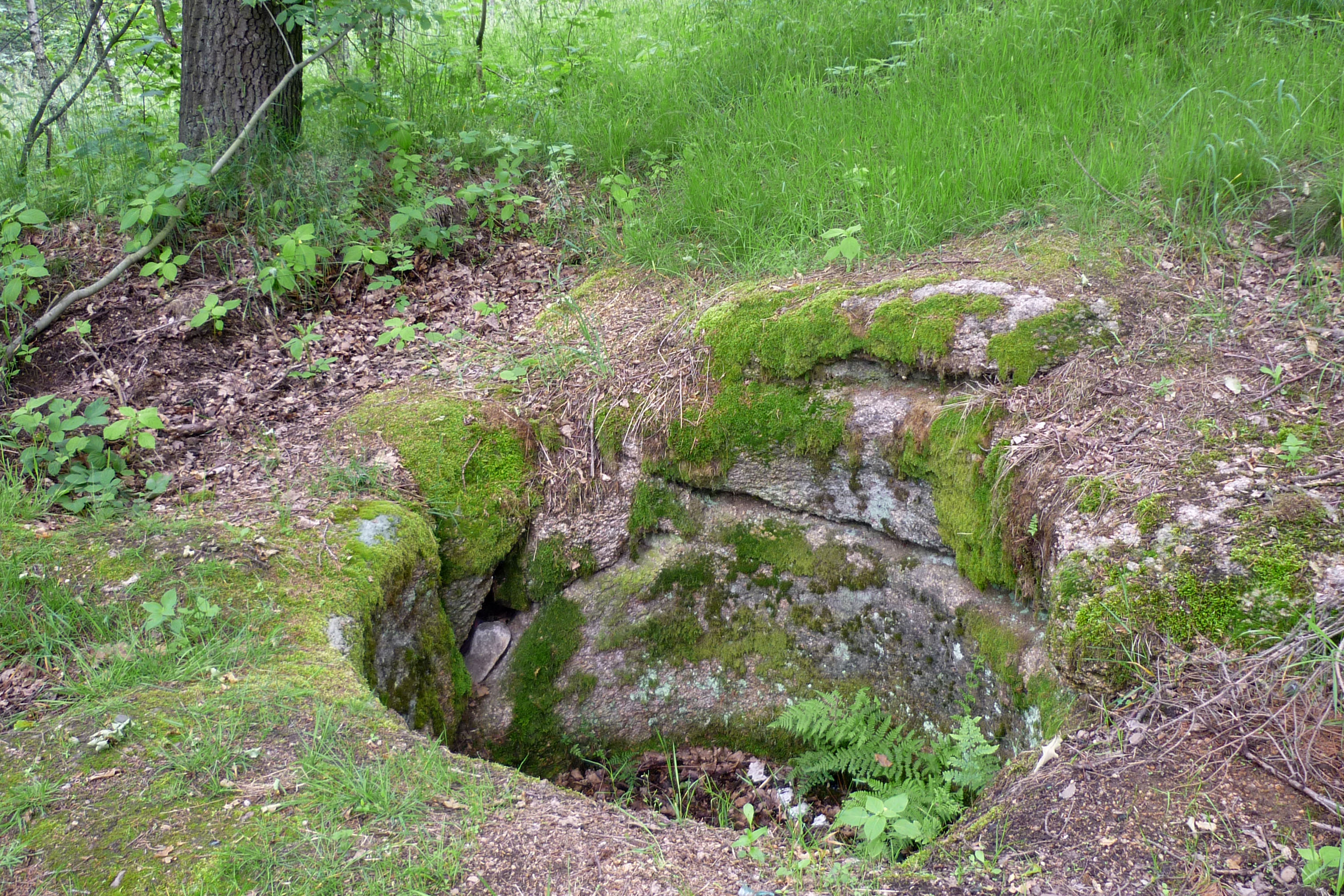
Sogenanntes Vandalengrab an der DW365

## Schluchten und Pässe
- Leiper Schlucht / Wąwóz Lipa
- Siebenhufener Schlucht / Wąwóz Siedmicki
- Neudorfer Schlucht / Wąwóz Nowowiejski
- Moisdorfer Schlucht / Wąwóz Myślibórski

Wichtige Pässe
- Ludwigsdorfer Pass / Przelęcz Chrośnicka (561 m)
- Kapellenberger Sattel / Przelęcz Widok-Kapella (582 m)
- Pass / Przelęcz nad Kobyła (592 m)
- Kammerswaldauer Pass / Przelęcz Komarnicka (662 m)
- Seiffersdorfer Pass / Przelęcz Radomierska (523 m)

## Landschaftsschutzparks
- Landschaftspark Chelmy / Park Krajobrazowy Chełmy
- Landschaftspark Unteres Bobertal / Park Krajobrazowy Doliny Bobru mit der Löwenberger Schweiz
- Landschaftspark Landeshuter Kamm / Rudawski Park Krajobrazowy

## Gewässer

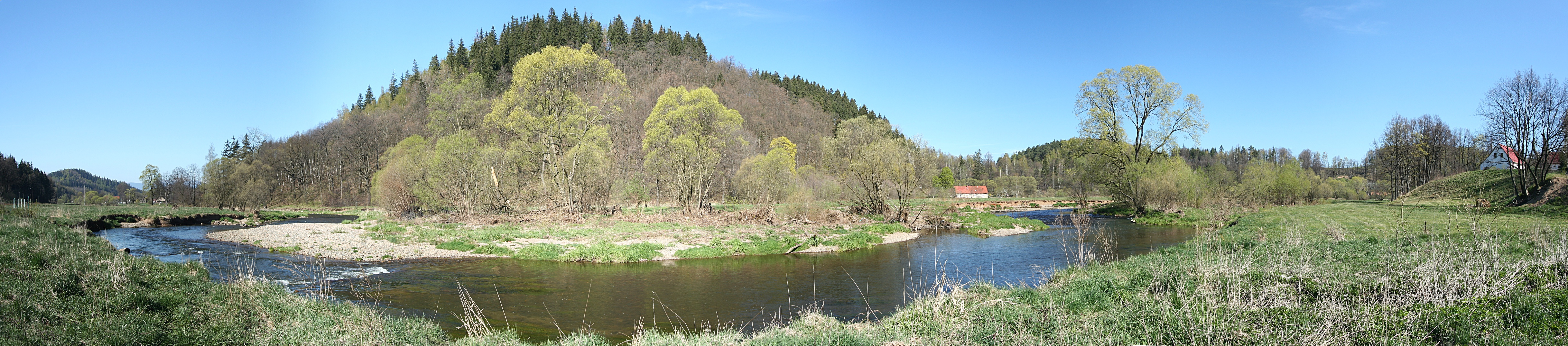
Der namensgebende Bober im Hirschberger Tal

Das Bober-Katzbach-Gebirge liegt im Einzugsgebiet der Oder.
- Bober / Bóbr
- Schnelle Deichsa / Skorą
- Katzbach / Kaczawa
- Wütende oder Jauersche Neiße / Nysa Szalona mit dem linken Nebenfluss Kleine Neiße / Nysa Mała

Seitentäler
- Steinbachtal von Schönau in Richtung Reichwaldau – Mochau
- Rothebachtal bei Falkenhain (Nebenfluss der Schnellen Deichsa)
- Helmsbachtal von Schönau nach Kleinhelmsdorf
- Erlenbachtal östlich von Kauffung (in Richtung Altenberg)
- Mühlenbachtal zwischen Neudorf und Siebenhufen
- Tal der Kleinen Neiße bei Blumenau – Falkenberg

## Ausgewählte Orte im Bober-Katzbach-Gebirge (mit Vorgebirge)
- Jauer / Jawor
- Goldberg / Złotoryja
- Röversdorf / Sędziszowa

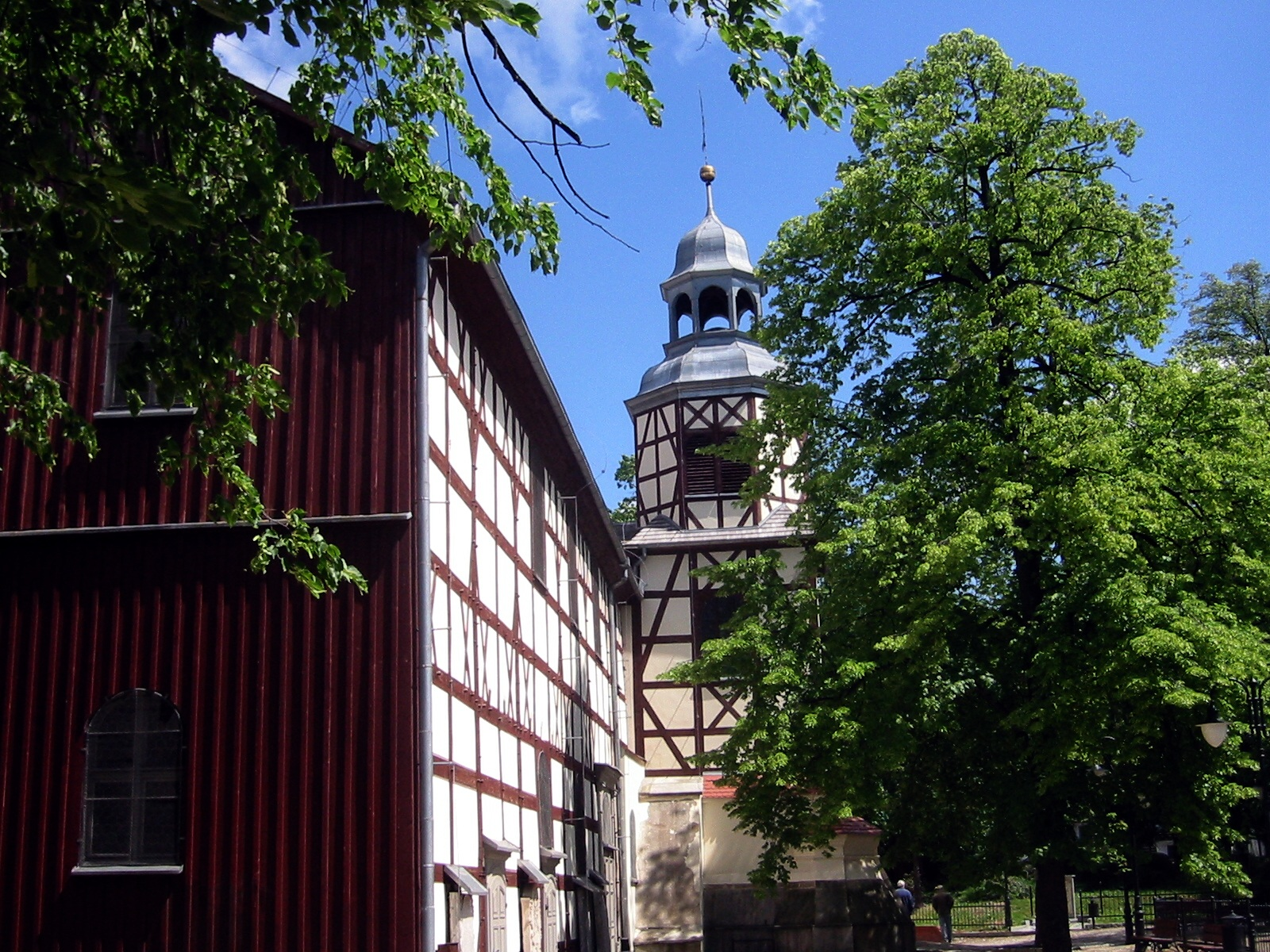
Friedenskirche Jawor

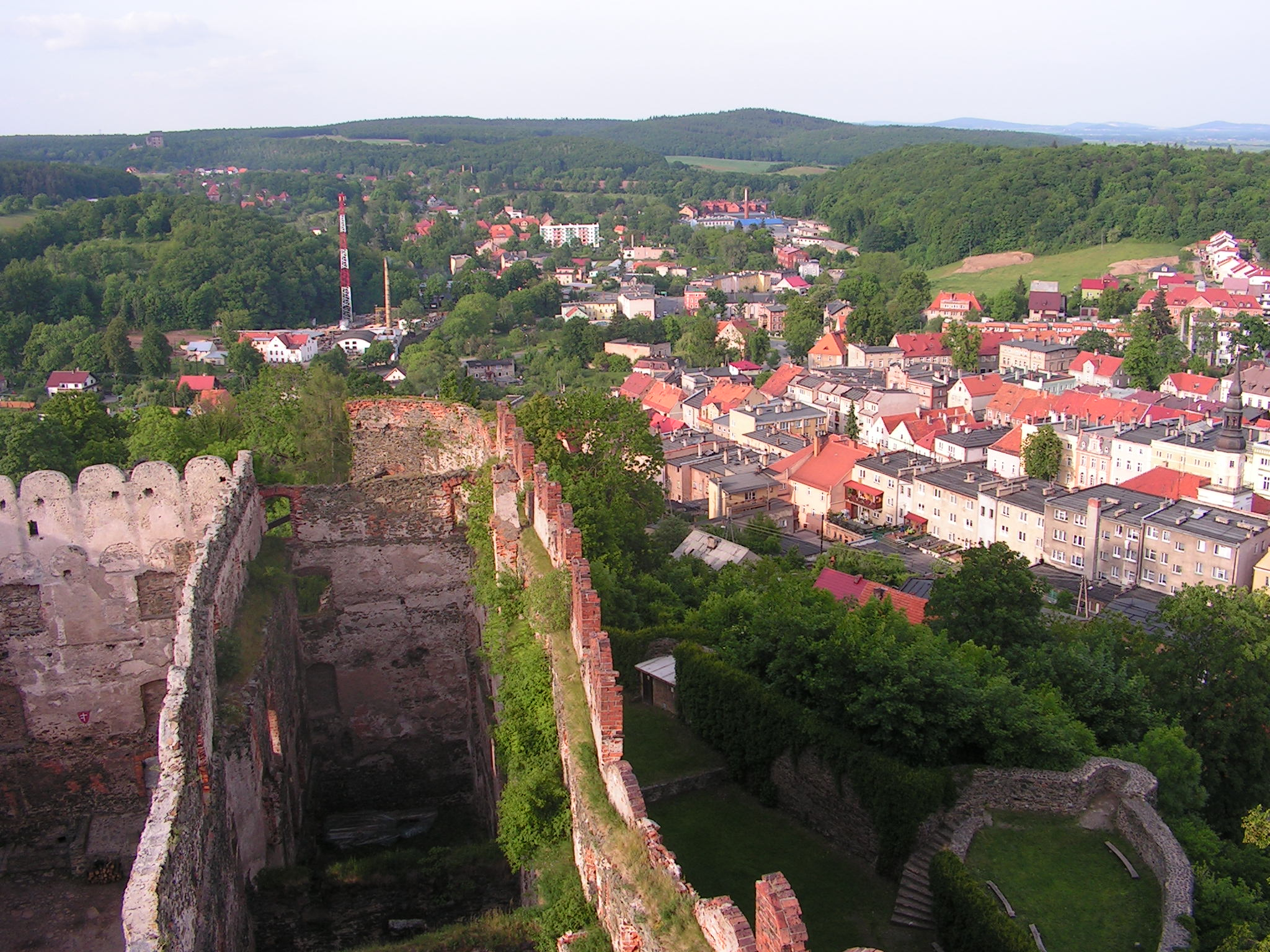
Blick von der Bolkoburg auf Bolków

- Schönau an der Katzbach / Świerzawa
- Kauffung / Wojcieszów
- Probsthain / Proboszów
- Tiefhartmannsdorf / Podgórki
- Ludwigsdorf / Chrośnica
- Berbisdorf / Dziwiszów
- Ketschdorf / Kaczorów
- Kleinhelmsdorf / Dobków
- Leipe / Lipa
- Mochau / Muchów
- Konradswaldau / Kondratów
- Pombsen / Pomocne
- Willmannsdorf / Stanislawów
- Moisdorf / Myślibórz

## Sehenswürdigkeiten

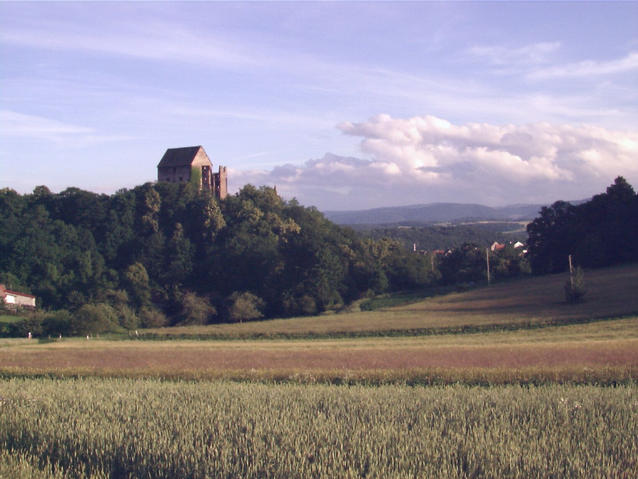
Die Burg Schweinhaus

- Probsthain / Proboszów mit ehemals evangelischer Kirche
- Tiefhartmannsdorf mit Aussichtsturm und Schloss (ehem. Besitzer: Grafen Vitzthum von Eckstädt)
- Koordinatenstein (51°N, 16°O) im Mochauer Wald (Basaltsäule)
- Spätromanische Kirche der Heiligen Johannes und Katharina von Alexandrien in Schönau an der Katzbach
- Walońska-Höhle an den Weißen Felsen (Białe Skały) nördlich von Kammerswaldau (Komarno)
- Alter Arsen-Stollen in der Nähe von Altenberg (Radzimowice)
- Bolkoburg (Zamek Bolkow) und Schweinhausburg (Zamek Świny) bei Bolkenhain (Bolków)